# نظام الاعتقاد
نظام الاعتقاد (بالإنجليزية: Belief system) هو مجموعة من المعتقدات التي تساند بعضها بعضاً، وقد تكون هذه المعتقدات دينية أو فلسفية أو أيديولوجية أو خليطاً من هذه الأمور.
وصف الفيلسوف البريطاني ستيفن لو بعض أنظمة الاعتقاد (كالاعتقاد في المعالجة المثلية والقدرات النفسية والاختطاف على يد كائنات فضائية) بأنها «هراء» وقال إنها «تستحوذ على الناس وتستعبدهم إلى درجة أنهم يكونون عبيداً لها برغبتهم... وإذا تم احتواؤك فسوف يكون من الصعب للغاية أن تفكر من أجل العودة إلى الطريق القويم مرة أخرى».